# Лесные пожары в Сибири (2015)
С 12 по 16 апреля 2015 года в России, на юге Сибири прошли массовые лесные и степные пожары. В Республике Хакасия погибли по меньшей мере 33 человека, шесть тысяч остались без крова. В Забайкальском крае четыре человека погибли в результате лесных пожаров вблизи Читы. Также пожары затронули и Внутреннюю Монголию.

## Пожары
Серия лесных пожаров началась в воскресенье утром, 12 апреля, в Хакасии в результате умышленного поджога травы для сельского хозяйства. Распространению огня способствовал сильный ветер. Теплая, сухая погода способствовала распространению пожаров, которые быстро приняли массовый характер в степях и лесах региона; дневная температура достигла 25 °C, и волны пламени достигли высоты 3 метров.
Российское телевидение сообщило, что пожары можно увидеть из космоса на спутниковых снимках. В 1 час дня по местному времени (6:00 мск) было объявлено чрезвычайное положение. Пожарные самолеты и вертолеты были отправлены МЧС России, но пожары были полностью потушены только около 6:00 утра 13 апреля.
В Забайкальском крае с 13—14 апреля было зарегистрировано 86 локальных лесных и значительное количество степных пожаров. Пожары приближались к городу Чита, угрожая поджечь склад оружия. Видимость была снижена до 200—300 м. Очевидцы описали сцену как «апокалипсис», поскольку Чита была заполнена дымом в течение нескольких дней. По оценкам, на тушении пожаров работали 1850 военнослужащих и добровольцев. По словам Кремля, Владимир Путин лично взял на себя ответственность за координацию реагирования на стихийные бедствия.
Сообщение об окончании пожаров поступило 15 апреля; однако сообщение было неверным, и пожары продолжались 16 апреля.
Китайские СМИ сообщают, что пожары также распространились на Внутреннюю Монголию.

## Последствия
В результате природных пожаров в Хакасии погибли по меньшей мере 29 человек, 3 человека пропали без вести по состоянию на 16 апреля. Еще около 900 человек получили ранения. Семьдесят семь человек были госпитализированы, причем восемь находятся в критическом состоянии от 14 апреля. Приблизительно 1300 домов в 34 деревнях были повреждены, оставив примерно 6000 человек без крова. Сильнее всего пострадало село Шира (около озера Шира), 420 домов сгорели дотла.
По состоянию на 16 апреля, примерно 800 человек в Хакасии остаются в больницах или приютах. Потери скота составили по оценкам, около 5000 голов крупного рогатого скота и овец, с возможностью более высокой смертности от голода из-за отсутствия травы, чтобы поесть. Более 10 000 км2 леса пострадало в огне. Правительство Хакасии назначило 14 апреля официальным днем траура.
После пожаров были замечены мародеры, крадущие велосипеды, трубы и другие металлические предметы для продажи в качестве металлолома. В Забайкальском крае сообщалось о четырех погибших. Около 20 человек получили ранения, при этом один человек госпитализирован. Более 150 домов в 19 деревнях были повреждены, оставив более 800 человек без крова. По оценкам, было сожжено 107 000 гектаров земли. Во Внутренней Монголии были повреждены 85 зданий, а также сельскохозяйственная техника и другие транспортные средства. Ущерб там оценивался в 3,2 миллиона долларов.
Федеральное агентство лесного хозяйства обвинило местных должностных лиц за несоблюдение руководящих принципов агентства по предотвращению лесных пожаров. Алексей Ярошенко, лесной эксперт Гринпис, потребовал, чтобы министр по чрезвычайным ситуациям Владимир Пучков и губернатор области Виктор Зимин были наказаны за случившееся. Замминистра МЧС Александр Чуприян обвинил в неосторожности граждан, говоря: «этот пожар не произошел бы, если бы никто не играл со спичками.» Возбуждено не менее пяти уголовных дел, связанных с пожарами. Власти не исключили, что некоторые из пожаров могли быть устроены поджигателями.